# داميان وارنر
داميان وارنر هو منافس ألعاب قوى كندي، ولد في 4 نوفمبر 1989 في لندن في كندا.

## وصلات خارجية
- الموقع الرسمي
- داميان وارنر على موقع الاتحاد الدولي لألعاب القوى (الإنجليزية)
- داميان وارنر على موقع الاتحاد الكندي لألعاب القوى (الإنجليزية)
- داميان وارنر على موقع اللجنة الأولمبية الدولية (الإنجليزية)
- داميان وارنر على موقع أوليمبيديا (الإنجليزية)
- داميان وارنر على موقع اللجنة الأولمبية الكندية (الإنجليزية)
- داميان وارنر على موقع اتحاد ألعاب الكومنولث (مؤرشف) (الإنجليزية)
- داميان وارنر على موقع دورة ألعاب الكومنولث 2014 (مؤرشف) (الإنجليزية)